# Andreas Matthäus Wolfgang
 (septembre 2024).
Andreas Matthäus Wolfgang, né en 1660 ou 1662 à Augsbourg ou Chemnitz et mort en 1736 à Augsbourg, est un graveur et orfèvre. 

## Biographie
Andreas Matthäus Wolfgang naît en 1660 ou 1662 à Augsbourg ou Chemnitz.
Il est le fils aîné et l'élève de Georg Andreas Wolfgang l'Ancien. Il se rend en Angleterre avec son jeune frère, Johann Georg. Au retour, il est capturé par des pirates. Il est réduit en esclavage à Alger, puis racheté par son père. Il s'installe à Augsbourg et jouit d'une grande réputation. Il grave des portraits, des batailles et des scènes de genre.
Andreas Matthäus Wolfgang meurt en 1736 à Augsbourg.